# Yvan Erichot
Yvan Yann Erichot (Chambray-lès-Tours, 25 marzo 1990) è un ex calciatore francese, di ruolo difensore.

## Carriera

### Club
Ha giocato nella massima serie dei campionati portoghese, belga ed islandese, e nella seconda divisione francese.